# Miss Helyett (rose)
'Miss Helyett' est un cultivar de rosier obtenu en 1909 par le rosiériste orléanais Fauque & fils. Il doit son nom à l'opérette d'Audran, 'Miss Helyett', créée en 1890 aux Bouffes-Parisiens.

## Description
Il s'agit d'un rosier grimpant hybride de Rosa wichuraiana Crép. x 'Ernest Metz' pouvant s'élever à 365 cm. Ce rosier est très vigoureux et rustique. Son buisson au feuillage vert foncé et épais peut être palissé en grimpant ou constituer un gros arbuste aux rameaux ployants. Sa zone de rusticité est de 6b à 9b ; il résiste donc aux hivers rigoureux.
'Miss Helyett' présente de gros bouquets de petites et moyennes fleurs (17-25 pétales) d'un rose pâle évoluant vers le blanc et légèrement parfumées. Ce rosier donne un aspect spectaculaire lorsqu'il fleurit au milieu d'un massif ou d'une pelouse. Il illumine aussi les façades avec bonheur pendant trois semaines. La floraison très abondante et plutôt hâtive n'est pas remontante.
On peut notamment l'admirer à la roseraie de Bagatelle.

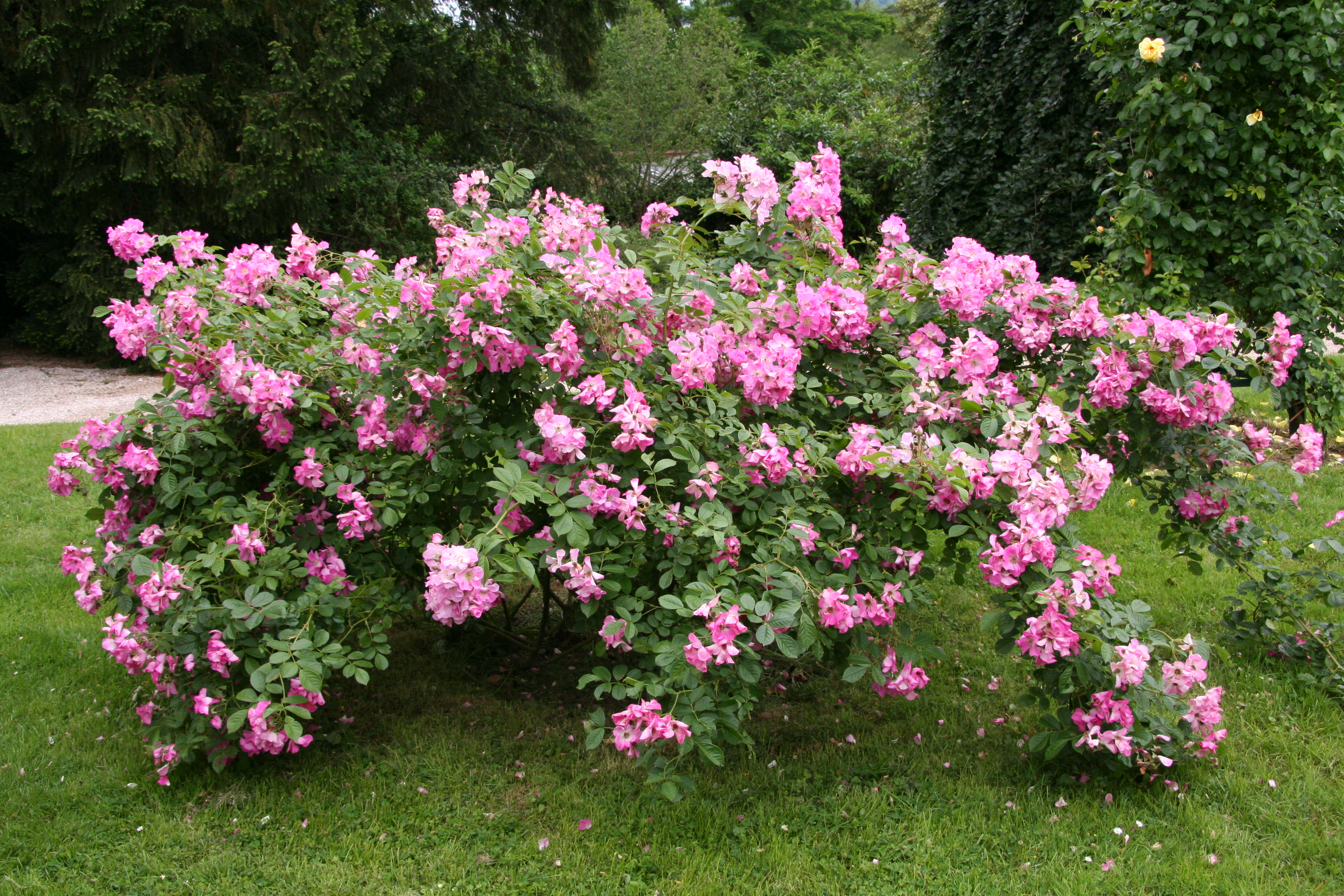
Buisson de 'Miss Helyett' à Bagatelle.